# Cristina Dogaru
Cristina Maria Dogaru, căsătorită Cucuian (n. 28 decembrie 1971, Râmnicu Vâlcea, România) este o fostă handbalistă care a jucat pentru echipa națională a României pe postul de portar. Ea a evoluat în 115 partide și a participat la Campionatul Mondial din 1995, Campionatele Europene din 1994 și 1998, precum și la Jocurile Olimpice de vară din 2000.
Ultimul club la care a fost legitimată este Universitatea Jolidon Cluj.

## Palmares
- City Cup:
  -  Câștigătoare: 2000 (căpitan de echipă)
- Trofeul Campionilor:
  - Finalistă: 2000
- Cupa Challenge EHF:
  - Finalistă: 2007
- Liga Națională:
  - Câștigătoare: 1991, 1993, 1994, 1995, 2003

- Cupa României:
  -  Câștigătoare: 1992, 1993, 1994, 1995, 2004